# Volturara Appula
Volturara Appula es una localidad y comune italiana de la provincia de Foggia, región de Apulia, con 510 habitantes.

## Celebridades
- Aquí nació Giuseppe Conte.

## Evolución demográfica
| Gráfica de evolución demográfica de Volturara Appula entre 1861 y 2001 |
|                                                                        |
| Fuente ISTAT - elaboración gráfica de Wikipedia                        |